# Флавий Бавтон
Флавий Бавтон (лат. Flavius Bauto) — римский полководец и консул, сделавший большой вклад в историю Римской империи 380-х годов.

## Биография
Бавтон был франком. Первое упоминание о нём относится к 380 году, когда император Грациан послал его с титулом военного магистра и армией для оказания помощи императору Феодосию I, который на востоке пытался возродить империю после сокрушительного поражения императора Валента под Адрианополем в 378 году. В 383 году император Грациан погиб во время узурпации Магна Максима, и на его место был посажен его брат Валентиниан II, который также столкнулся с сильным соперником в лице Максима. Бавтон был направлен на запад, чтобы помочь новому императору, и ему удалось отбить нападения со стороны сил узурпатора. Поскольку император был очень молод (Валентиниану было всего двенадцать лет), Бавтон был весьма влиятельным при его дворе.
В 385 году был назначен консулом. Умер ещё до 388 года. Был другом Квинта Аврелия Симмаха вместе с которым безуспешно добивался восстановления языческого Алтаря Победы в курии, в чём им противостоял епископ Милана Амвросий. Его дочь Элия Евдоксия стала женой императора Аркадия. Таким образом, Бавтон был дедом по материнской линии императора Феодосия II и императрицы Пульхерии.